# HMS Sparrow (1889)
HMS Sparrow foi uma canhoneira de classe Redbreast lançada em 1889, o sexto navio da Marinha Real Britânica a ter este nome. Tornou-se o navio de treinamento da Nova Zelândia, NZS Amokura em 1906 e foi vendido em 1922. Foi desenhado por Sir William Henry White em 1888.